# Марретт, Роберт
Роберт Марретт (англ. Robert B. Murrett) — американский военный и государственный деятель, вице-адмирал, директор Национального агентства геопространственной разведки США в 2006—2010.

## Биография
Родился в семье потомственных инженеров, в 1975 получил степень бакалавра истории в университете Буффало, впоследствии получил степень магистра государственной службы в Джорджтаунском университете.
После поступления на службу в ВМС США был офицером разведки на авианосцах «Китти Хок», «Америка» и «Индепенденс». В 1980 окончил Колледж военной разведки, получил степень магистра стратегической разведки, после чего был направлен в разведотдел при начальнике Оперативного штаба ВМС США. В 1983—1985 — помощник по разведке командующего 2-м флотом. В 1985—1989 — помощник морского атташе при посольстве США в Норвегии. В 1989 направлен в распоряжение командующего Тихоокеанским флотом США на должность офицера оперативной разведки. В 1992—1995 — помощник по разведке начальника штаба 8-й авианосной группы. В 1995—1997 — помощник по разведке начальника штаба 2-й авианосной группы. С июня 1997 по сентябрь 1998 — исполнительный помощник директора морской разведки. В сентябре 1998 назначен начальником разведывательного директората Управления военно-морской разведки.
С 12 августа 1999 — командующий разведывательного командования ВС США в зоне Атлантического океана. Под его руководством эта структура была преобразована в октябре 1999 в Объединённое разведывательное командование единых сил ВС США.
С 10 августа 2000 по 25 января 2002 — директор по разведке Объединенного командования единых сил ВС США. С 31 января 2002 по март 2005 — заместитель начальника Объединённого штаба по разведке. С 1 апреля 2005 по 7 июля 2006 — директор Управления военно-морской разведки.
С 7 июля 2006 по июль 2010 — директор Национального агентства геопространственной разведки.